# Podlipoglav
Podlipoglav este o localitate din comuna Ljubljana, Slovenia, cu o populație de 188 de locuitori.